# 翁紹凱
翁紹凱（1973年8月18日—），筆名阿法@fa，台東人。國立台灣大學中文系畢業。出版作品以短篇小說、兒童文學、勵志散文為主，其創作還包括長篇小說、隨筆、極短篇、詩、繪圖等不同類型，主要發佈在其部落格中。

## 得獎經歷
- 時報文學獎（夜集）
- 陸軍金獅獎（猴子）
- 台北公車暨捷運詩文徵選（緩慢）
- 宗教文學獎（天堂的角落）

## 出版經歷
- 《迷彩服美少女戰士》（2001/02/08）
- 《夜集》（2001/07/09）
- 《解開愛情的四色鈕扣》（2001/11/01）
- 《寂寞的鞋》（2003/03/30）
- 《文字魔人1－黑山國小神秘事件》（2005/07/31）
- 《愛的禮物》（2006/060/6，同《「培養說故事的孩子－父母給孩子最好的97個禮物」》）
- 《重新定位再出發》（2006/10/24）

- 《文字魔人2－字符爭奪戰》（2007/03/31）

## 外部連結
個人部落格：阿法@fa的日光小町 （页面存档备份，存于）